# Суперкубок Сан-Марино з футболу 2004
Суперкубок Сан-Марино з футболу 2004 — 19-й розіграш турніру, який в той час мав назву Трофео Федерале. Переможцем втретє став Доманьяно.

## Учасники
- Чемпіонат Сан-Марино:
  - Чемпіон: Пеннаросса
  - Срібний призер: Доманьяно
  - Бронзовий призер: Кайлунго
- Кубок Сан-Марино:
  - Півфіналіст: Віртус

## Півфінали
| Команда 1       | Рахунок      | Команда 2 |
| --------------- | ------------ | --------- |
| 22 вересня 2004 |              |           |
| Доманьяно       | 4:1          | Кайлунго  |
| Пеннаросса      | 3:3 пен. 4:5 | Віртус    |

## Фінал
| Команда 1      | Рахунок | Команда 2 |
| -------------- | ------- | --------- |
| 20 жовтня 2004 |         |           |
| Віртус         | 1:5     | Доманьяно |